# Cheers (Drink to That)
Cheers (Drink to That) è un brano musicale della cantante barbadiana Rihanna, pubblicato come settimo singolo dal suo quinto album, Loud. Il brano contiene parti prese da I'm with You di Avril Lavigne, singolo estratto dal suo album di debutto Let Go, pubblicato nel 2002. Cheers è stata scritta da Andrew Harr, Jermaine Jackson, Stacy Barthe, Laura Pergolizzi, Corey Gibson, Chris Ivery, Lauren Christy, Graham Edwards, Avril Lavigne e Scott Spock e prodotta dal duo hip hop The Runners. È il settimo singolo in totale ad essere estratto da Loud.

## Pubblicazione
Rihanna ha confermato che Cheers (Drink to That) sarebbe stato il suo settimo singolo estratto da Loud sul suo account Twitter, dove ha scritto a Perez Hilton che la sua canzone preferita dall'album sarebbe stato il suo prossimo singolo. È stata quindi inviata alle radio statunitensi il 2 agosto 2011. Il brano, che contiene elementi pop rock, include una parte del singolo I'm with You di Avril Lavigne.
Sulla copertina ufficiale del singolo si staglia un'immagine di Rihanna in piedi in una macchina col capo proteso all'indietro scattata utilizzando la stessa scenografia e le stesse tonalità cromatiche di Only Girl (in the World).

## Video musicale
Rihanna ha annunciato che durante un concerto del Loud Tour, tenuto il 5 agosto 2011 nel Kensington Oval, la sua esibizione di Cheers (Drink to That) sarebbe stata filmata e sfruttata per il video musicale del singolo. Ha in seguito comunicato che nel video si sarebbero delineati filmati del suo ritorno a casa e scene con altre esecuzioni del brano in alcune tappe del tour in Nord America. Tramite il proprio account di Twitter, Rihanna ha informato i fan che l'anteprima sarebbe avvenuta il giorno seguente, il 25 agosto 2011. Il leggero sisma che ha colpito New York ha slittato l'uscita al giorno seguente, il 26 agosto 2011, sulla pagina VEVO della cantante. Una brevissima anteprima del video di quindici secondi è emersa in rete il giorno prima della première del video in cui era evocata una scena in cui Rihanna si trucca prima del concerto.
Il video si apre con i fan di Rihanna che urlano il suo nome prima che cominci il suo concerto, mentre la popstar si dà gli ultimi ritocchi di trucco e riveste i propri costumi. In aria esplode un fuoco d'artificio.
Nel video, Rihanna, alterna la capigliatura rossa, simbolo dell'album, con i suoi capelli marroni naturali. Viene ripresa la cantante in vari ambienti, tra cui un palco, durante un concerto, e un aereo. Vengono ripresi anche alcuni fan della cantante.
Rihanna viene ripresa anche nel backstage di un concerto, in un furgone e in una piscina. Nel video fanno un cameo Avril Lavigne, Jay-Z, Kanye West e Cee Lo Green.

## Accoglienza
Mark Savage di BBC Music ha descritto Cheers come un brano funky, adatto per una notte in città, che Rihanna ha dedicato a "tutti i semialcolici del mondo". Robert Copsey di Digital Spy ha ammirato l'utilizzo di elementi di I'm with You, che hanno reso la canzone "incredibilmente orecchiabile"; ha inoltre predetto che sarà un grande successo nei bar e nei club per via dei riferimenti all'alcol e alle feste contenuti nel testo. Amy Sciarretto di PopCrush ha commentato la canzone e il suo stile musicale, dicendo che "ha in sé lo stile tropicale e da routine da vacanza che ha sviluppato in Loud e che la porta indietro alla sua gioventù nelle isole Barbados." Anche Amy Sciarretto ha notato che la canzone potrebbe diventare popolare nei bar e nei club.

## Classifiche
| Classifica (2011) | Posizione massima |
| ----------------- | ----------------- |
| Australia         | 6                 |
| Belgio (Fiandre)  | 62                |
| Belgio (Vallonia) | 65                |
| Canada            | 6                 |
| Francia           | 64                |
| Irlanda           | 16                |
| Nuova Zelanda     | 5                 |
| Regno Unito       | 15                |
| Repubblica Ceca   | 50                |
| Slovacchia        | 17                |
| Stati Uniti       | 7                 |
| Svizzera          | 66                |

### Classifiche di fine anno
| Classifica (2011) | Posizione |
| ----------------- | --------- |
| Australia         | 39        |
| Canada            | 66        |
| Stati Uniti       | 77        |